# إتشوكا
إتشوكا هي بلدة، في أستراليا، تقع في ولاية فيكتوريا، بلغ عدد سكانها 14,043  نسمة وذلك حسب إحصائيات سنة 2016، رمزها البريدي هو 3564.

## المناخ
يظهر الجدول التالي التغييرات المناخية على مدار السنة لإتشوكا:
| البيانات المناخية لـإتشوكا        | البيانات المناخية لـإتشوكا | البيانات المناخية لـإتشوكا | البيانات المناخية لـإتشوكا | البيانات المناخية لـإتشوكا | البيانات المناخية لـإتشوكا | البيانات المناخية لـإتشوكا | البيانات المناخية لـإتشوكا | البيانات المناخية لـإتشوكا | البيانات المناخية لـإتشوكا | البيانات المناخية لـإتشوكا | البيانات المناخية لـإتشوكا | البيانات المناخية لـإتشوكا | البيانات المناخية لـإتشوكا |
| الشهر                             | يناير                      | فبراير                     | مارس                       | أبريل                      | مايو                       | يونيو                      | يوليو                      | أغسطس                      | سبتمبر                     | أكتوبر                     | نوفمبر                     | ديسمبر                     | المعدل السنوي              |
| --------------------------------- | -------------------------- | -------------------------- | -------------------------- | -------------------------- | -------------------------- | -------------------------- | -------------------------- | -------------------------- | -------------------------- | -------------------------- | -------------------------- | -------------------------- | -------------------------- |
| الدرجة القصوى °م (°ف)             | 45.3 (113.5)               | 46.8 (116.2)               | 40.5 (104.9)               | 36.4 (97.5)                | 28.4 (83.1)                | 24.4 (75.9)                | 24.2 (75.6)                | 26.8 (80.2)                | 34.0 (93.2)                | 38.4 (101.1)               | 43.2 (109.8)               | 44.6 (112.3)               | 46.8 (116.2)               |
| متوسط درجة الحرارة الكبرى °م (°ف) | 31.1 (88.0)                | 30.7 (87.3)                | 27.3 (81.1)                | 22.6 (72.7)                | 17.8 (64.0)                | 14.6 (58.3)                | 13.6 (56.5)                | 15.5 (59.9)                | 18.3 (64.9)                | 22.0 (71.6)                | 26.0 (78.8)                | 28.7 (83.7)                | 22.3 (72.1)                |
| متوسط درجة الحرارة الصغرى °م (°ف) | 15.0 (59.0)                | 15.0 (59.0)                | 12.7 (54.9)                | 9.2 (48.6)                 | 6.4 (43.5)                 | 4.3 (39.7)                 | 3.4 (38.1)                 | 4.4 (39.9)                 | 6.0 (42.8)                 | 8.2 (46.8)                 | 10.9 (51.6)                | 13.0 (55.4)                | 9.0 (48.2)                 |
| أدنى درجة حرارة °م (°ف)           | 5.0 (41.0)                 | 5.8 (42.4)                 | 1.0 (33.8)                 | 0.4 (32.7)                 | −1.9 (28.6)                | −4.5 (23.9)                | −5.5 (22.1)                | −5.0 (23.0)                | −1.5 (29.3)                | 0.2 (32.4)                 | 1.3 (34.3)                 | 0.0 (32.0)                 | −5.5 (22.1)                |
| الهطول مم (إنش)                   | 27.5 (1.08)                | 27.0 (1.06)                | 31.1 (1.22)                | 32.4 (1.28)                | 40.0 (1.57)                | 42.5 (1.67)                | 41.4 (1.63)                | 42.4 (1.67)                | 38.6 (1.52)                | 42.6 (1.68)                | 32.8 (1.29)                | 29.2 (1.15)                | 427.7 (16.84)              |
| متوسط أيام هطول الأمطار           | 3.9                        | 3.7                        | 4.6                        | 5.9                        | 8.3                        | 10.3                       | 11.5                       | 11.4                       | 9.5                        | 8.3                        | 6.0                        | 5.1                        | 88.5                       |
| المصدر:                           |                            |                            |                            |                            |                            |                            |                            |                            |                            |                            |                            |                            |                            |

## أعلام
- لو بينيت
- جاستن سميث
- أندرو ووكر
- ترافيس فيميل
- توماس سوان
- ليزلي وات